# توماس كوستيلو
توماس كوستيلو (بالإنجليزية: Thomas Costello)‏ هو لاعب قذف أيرلندي، ولد في 1978 في Cappawhite ‏ في جمهورية أيرلندا.